# Hemidactylus lopezjuradoi
Hemidactylus lopezjuradoi es una especie de gecos de la familia Gekkonidae.

## Distribución geográfica yhábitat
Es endémica de las islas de Cabo Verde (Fogo).